# Альфред, принц Саксен-Кобург-Готский
Альфред Саксен-Кобург-Готский(англ. Alfred of Saxe-Coburg and Gotha), полное имя — Альфред Александр Вильгельм Эрнст Альберт (англ. (Alfred Alexander William Ernest Albert; 15 октября 1874 — 6 февраля 1899) — член британской королевской семьи, краткое время — наследник престола герцогства Саксен-Кобург-Гота.

## Биография
Альфред Саксен-Кобург-Готский родился в семье герцога Альфреда Саксен-Кобург-Готского, второго сына королевы Великобритании Виктории и Альберта Саксен-Кобург-Готского. Его матерью была великая княжна Мария Александровна, дочь царя Александра II и императрицы Марии Александровны.

### Наследник Саксен-Кобург-Готский

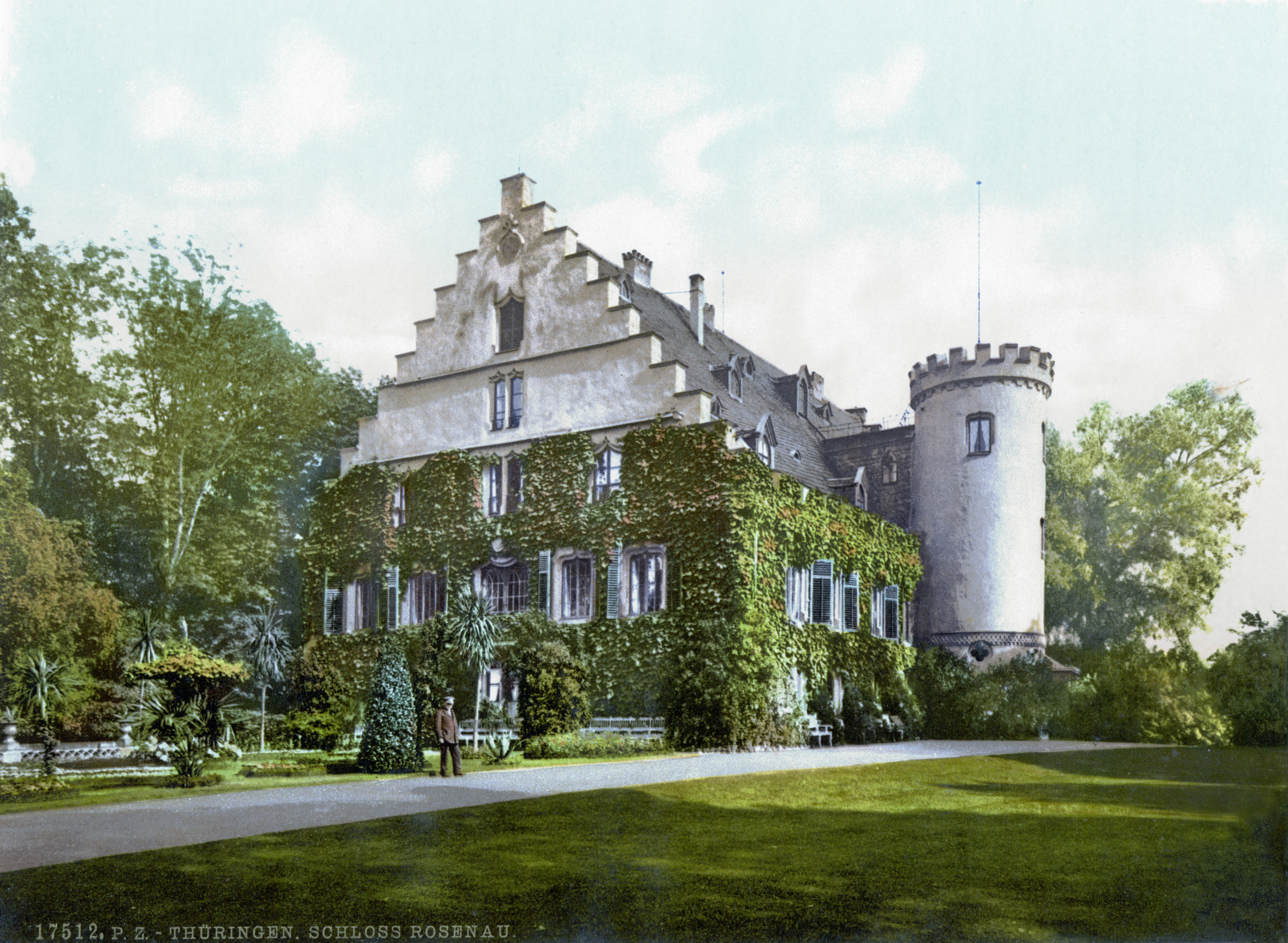
Замок Розенау (фото 1900 г.)

В 1893 году Эрнст II (герцог Саксен-Кобург-Готский), брат его деда по отцу, умер без наследника. Принц Уэльский Эдуард не мог наследовать ему как ближайший родственник, так как был официальным наследником британского трона, поэтому трон перешёл к отцу принца Альфреда, который в то время носил титул герцога Эдинбургского. После восшествия отца на трон Альфред приобрёл новый титул, его королевское высочество наследный принц Саксен-Кобург-Готский.
Ранние годы Альфред провёл в резиденции Кларенс-хаус со своими родителями и сёстрами. После того, как его отец взошёл на герцогский трон Саксен-Кобурга и Готы, семья переехала в замок Розенау близ Кобурга.

### Помолвка
28 января 1895 г. было объявлено о помолвке Альфреда с герцогиней Эльзой Вюртембергской, старшей из дочерей-близнецов покойного герцога Евгения Вюртембергского от брака с великой княжной Верой Константиновной. Брак так и не состоялся по причине самоубийства принца.

### Болезнь
К 1898 г. у Альфреда стали проявляться тяжёлые симптомы сифилиса, которым он заразился ещё в период службы в британской гвардии. По данной причине он отсутствовал на серебряной свадьбе родителей 22 января 1899 г.; в качестве причины отсутствия было объявлено о «нервной депрессии». Запущенный сифилис привёл к тяжелейшему психическому расстройству, которое, возможно, послужило одной из причин самоубийства.

## Смерть

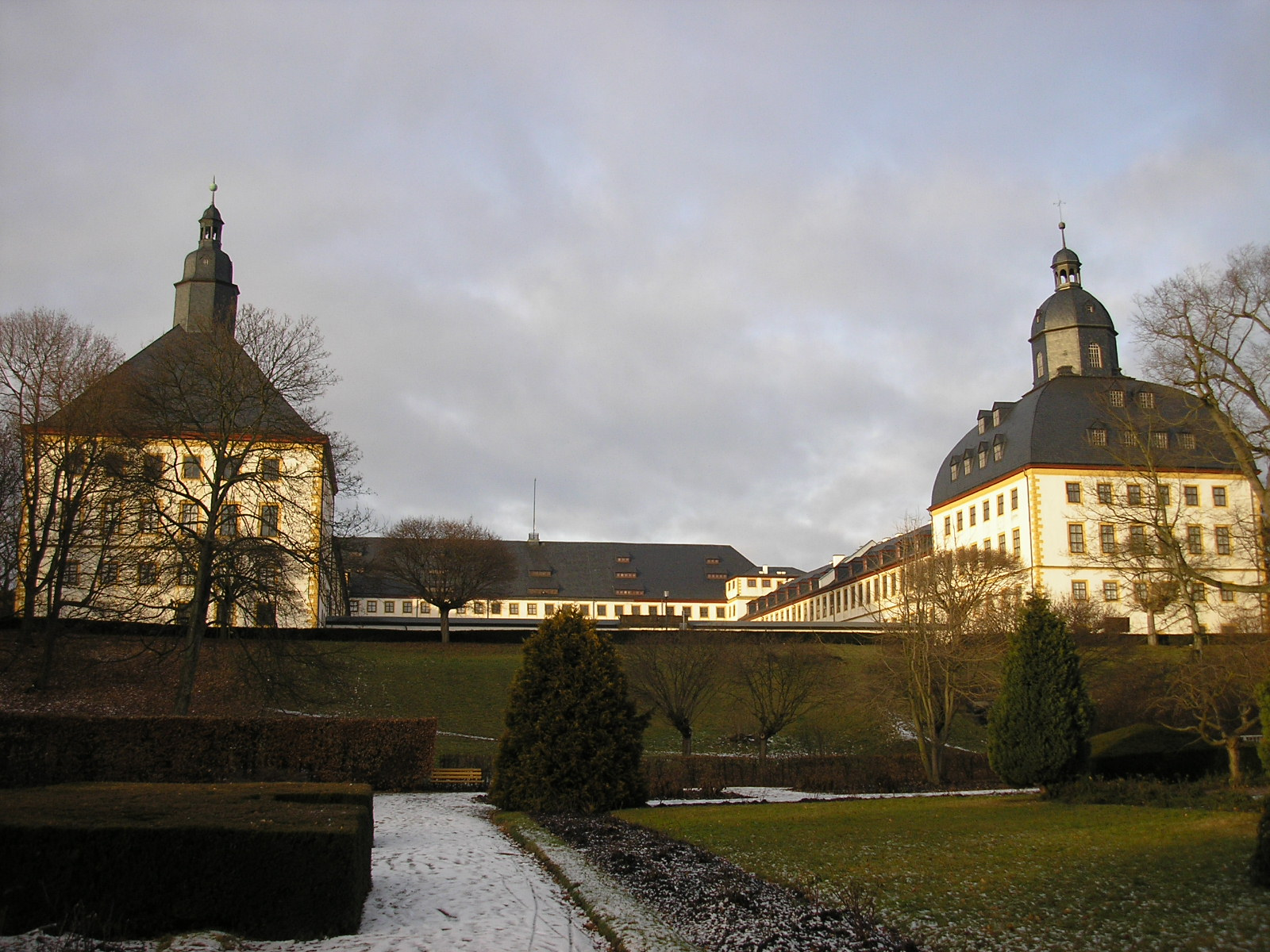
Замок Фриденштайн, Гота

Точные обстоятельства смерти Альфреда неясны. Согласно сообщениям двора, он умер от «чахотки», согласно сообщению The Times — от «опухоли», тогда как справочник по дворянским родам Complete Peerage указывает на то, что принц «застрелился».
Принц выстрелил в себя из револьвера, когда семья собралась по случаю семейного торжества. Его отвезли в замок Фриденштайн в городе Гота в Тюрингии, где он находился три дня, после чего его перевели в санаторий Мартиннсбрунн в г. Грач близ Мерано в Южном Тироле, где Альфред и умер 6 февраля 1899 года в 16:15 в возрасте 24 лет. Похоронен в герцогском мавзолее на кладбище Глокенберг в Кобурге, Бавария.
После самоубийства принца, наследником престола стал Артур, герцог Коннаутский (1850—1942), однако позже он отказался за себя и своих потомков, право наследовать герцогский престол. Новым наследником стал Карл Эдуард, герцог Олбани, который в 1900 году станет правителем герцогства.

## Награды
- Орден Чёрного орла (19 апреля 1894); цепь ордена (1895)[7]
- Орден Красного орла большой крест (19 апреля 1894, как кавалер ордена Чёрного орла)

## Память
В честь Альфреда был назван город Порт-Альфред в ЮАР, в который он нанёс краткий визит.